# Štola 88
Štola 88 byl český multidisciplinární projekt, který na podzim 1988 simuloval cestu k Marsu. V bývalé důlní štole v Tišnově v okrese Brno-venkov byla postavena maketa kosmické lodi, kde bylo po tři týdny od okolního světa izolováno dvanáct dobrovolníků. Cílem experimentu Československé akademie věd bylo zkoumat chování lidí během krizových situací při delším odloučení. Experiment vyšel na čtvrt milionu korun a pracovalo na něm 60 lidí. V roce 2008 se ve štole konal den otevřených dveří s přednáškami vědců, kteří experiment řídili.
Po dvou desetiletích se vedoucí projektu, sociolog Jaroslav Sýkora, s dalšími českými vědci zúčastnil ruského projektu s mezinárodní účastí Mars 500, navazujícího na čtyřicetiletou tradici výzkumů života skupin v izolaci moskevského Institutu lékařsko biologických problémů.

## Příprava
V 80. letech 20. století byla na okraji Tišnova, za cihelnou na Trnci, objevena štola, která vznikla při těžebních pokusech. V roce 1987 si ji vybrali výzkumníci z Laboratoře pro výzkum stresu při Fyziologickém ústavu Československé akademie věd, aby zde uskutečnili v rámci projektu Interkosmos experiment s názvem Štola 88, jenž by studoval vliv izolace na skupinu lidí. Projektu Štola 88 předcházely malé experimenty Štola 85 a Štola 87. Na projektu spolupracovala i Vysoká škola zemědělská v Brně. Během ročních příprav ve štole ve tvaru rohlíku vznikla imitace vesmírné lodi – byla vybudována strojovna, místnost na chov zvířat, řídící centrum lodi, záchody a sprchy. Štola byla přepažena na dvě izolované části – v první se nacházelo řídící centrum, druhá část sloužila k chovu zvířat. Izolaci dobrovolníků od zbytku světa zabezpečily dvoje pancéřové dveře, u kterých byla přechodová komora, kam výzkumníci účastníkům experimentu dávali čisté oblečení, zásoby potravin a nádobky na vzorky moči a krve. Součástí vybavení byl i počítač IBM Personal Computer XT. U štoly se nacházela i plošina pro přistávání vrtulníku, na plotu stále visí cedule s nápisem Letiště Akademie věd.

## Účastníci
Projektu se na dobrovolné bázi účastnilo jedenáct mužů a jedna žena. Výběr probíhal náhodně. Byl to jeden z mála experimentů tohoto typu, jehož se účastnila i žena. Pokusu se původně měli zúčastnit jen muži, avšak vzhledem k nedostatku dobrovolníku byla přijata i jedna žena. Výzkumníci se obávali, že přítomnost ženy bude mezi mužskou posádkou vytvářet problémy. Ukázalo se však, že přítomnost ženy mateřského typu měla pozitivní vliv na chování ostatních dobrovolníků. Mezi účastníky bylo devět pražských a brněnských vysokoškoláků, dva dělníci a jeden novinář. Skupinu, která měla na starosti řízení kosmické lodi, vedl publicista Pavel Toufar. Druhou skupinu organizoval tehdejší vysokoškolský student Miloš Čermák. Ta měla na starosti chov zvířat – křepelek, slepic bez peří a ve velkých akváriích chovali ryby tilapie nilské. Účastníci obdrželi honorář zhruba 5000 Kčs.

## Experiment
Dvanáct dobrovolníků bylo po 21 dnů izolováno od vnějšího světa. Monitorováni byli prostřednictvím mikrofonů a kamerového systému. Každodenně jim byla odebírána krev a moč, která se vrtulníkem transportovala do Prahy, kde se nacházel přístroj, který dokázal určit hladinu stresu z krevních vzorků. Dále si účastníci měřili teplotu a tlak. Případné změny v krvi byly srovnávány s hodnotami měření před zahájením pokusu. Účelem experimentu bylo zkoumat člověka v bio-psycho-sociálním pojetí, především se zaměřením na chování člověka v kritické situaci při dlouhodobé izolaci. Účastníci byli podrobováni řadě testů a zkouškám. Den jim byl zkrácen na 18 hodin,  museli řešit mimořádné situace jako oheň na palubě, únik kyslíku či závady techniky.
Podle tehdejších předpokladů se v „kosmické lodi“ nacházela chovná stanice pro zvířata, soudilo se, že při takto dlouhém odloučení od civilizace bude potřeba chovat zvěř k udržení zdroje potravy. Avšak účastníci experimentu si k zvířatům vytvořili citové pouto a odmítali je konzumovat.
Po ukončení experimentu dobrovolníky zkoumali dietologové, lékaři a dva psychologové (jedním z nich byl Jiří X. Doležal).